# Tachina fera
Tachina fera es una especie de moscas perteneciente a la familia Tachinidae.
Se puede encontrar a lo largo de Europa tan al norte como Escandinavia. Sus larvas que son parasitoides de las orugas de lepidópteros pertenecientes a la familia Noctuidae; incluyéndose algunas especies como Ceramica pisi, Cosmia trapezina, Orthosia cruda y Orthosia cerasi. Dos generaciones al año. Los adultos se alimentan de polen y néctar.